# Wojciech Kaczmarek (piłkarz)
Wojciech Kaczmarek (ur. 29 marca 1983 w Gostyniu) – polski piłkarz, grający na pozycji bramkarza. Ostatnio reprezentował barwy polskiego klubu Podbeskidzie Bielsko-Biała. Od niedawna trenuje bramkarzy w juniorskich drużynach Bumerangu Wrocław

## Sukcesy

### Śląsk Wrocław
- Puchar ligi (1) : 2009

### Zawisza Bydgoszcz
- Puchar Polski (1) : 2013/14
- Mistrzostwo I ligi (1) : 2012/13

## Kariera piłkarska
Kaczmarek swoją karierę rozpoczynał w juniorach miejscowego klubu Kania Gostyń. W 1999 roku zawodnik przeniósł się do Wisły Kraków, gdzie grał w juniorach rezerwach aż do 2001. W 2004 roku bramkarz powrócił do klubu z Gostynia. W sezonie 2004/2005 występował z drużyną w czwartej, a w kolejnych rozgrywkach w trzeciej lidze. W 2006 roku przeniósł się do drugoligowego Śląska Wrocław. Na początku był tylko rezerwowym, przegrywając rywalizację z Andrzejem Olszewskim. W swoim debiutanckim sezonie 2006/2007 w Śląsku zawodnik zagrał tylko w dwóch spotkaniach, a Śląsk skończył rozgrywki na 9. miejscu. W sezonie 2007/2008 grywał w pierwszym składzie coraz częściej, zaliczając 12 występów w lidze. Zespół z Wrocławia w końcowej tabeli uplasował się na drugim miejscu, dzięki czemu awansował do Ekstraklasy. 25 lutego 2011 roku zaliczył swój debiut w Cracovii w meczu przeciwko Legii Warszawa. Spotkanie zakończyło się wynikiem 3:3. 10 lipca 2012 Kaczmarek podpisał dwuletni kontrakt z pierwszoligowym Zawiszą z Bydgoszczy. Sezon rozpoczął od ławki rezerwowych, lecz szybko się dobił do pierwszej jedenastki. Pod koniec sezonu 2012/13 Zawisza wszedł do Ekstraklasy. 

## Kariera reprezentacyjna
22 marca 2011 został powołany przez Franciszka Smudę na zgrupowanie reprezentacji Polski w Grodzisku Wielkopolskim. Ponownie powołany do kadry Adama Nawałki na mecz z Niemcami.